# うつろひ
『うつろひ』（うつろい）は、シンガーソングライターさだまさしの1981年6月25日発表のソロ6枚目のオリジナル・アルバムである。

## 概要

### 解説
前作『印象派』に引き続き服部克久が制作に参加している。
ソロデビュー・アルバム『帰去来』から前作『印象派』まで、さだのアルバムはすべて漢字3文字のタイトルであったが、このアルバムはタイトルがひらがなになった代わりに収録曲のタイトルがすべて漢字3文字である。
このアルバムが制作されたころのさだは、「関白宣言」、「防人の詩」のヒットの反動として「女性蔑視論者」、「右傾思想者」などとバッシングを受けたことや、映画『長江』制作での膨大な借金といった心労が重なって不振に陥っていた。
ライナーノートは1曲1枚の凝った作りだった『印象派』から一転して、文章4頁+写真2頁の簡素なものであった。デザイン的には『夢供養』を再現しているが、内訳は各曲の歌詩と解説文が2頁（1頁あたり5曲）、「邪馬臺」のライナーノート補遺として収録された『文藝春秋』（1980年6月号）掲載のエッセイが半頁、総括解説（さだの他、川又明博、山下有次、福田郁次郎、服部克久が執筆）が1頁半であった。2頁分の写真は中国で撮られたものである。

### 付録：『嫁入新聞』
『嫁入新聞』は、アルバム『うつろひ』の初期のLPの付録として添付されていた、新聞の体裁を取った冊子である。なお新聞の名前は『読売新聞』のパロディである。ブランケット版6頁で、紙質も新聞用紙を用いている。欄外には「第三種郵便物不認可」となっていた。
内容は記事、広告等ほぼすべて冗談であるが、映画『長江』の広告と、白鳥座のデビュー告知（記事と広告）のみ事実となっていた。求人欄で「安眠」の新料理人（ミートパイとソーダ水作りの名人）を募集するなど、アルバムの内容と連動したギャグもあった。

## 収録曲

### LP / CT
| 全作詞・作曲: さだまさし、全編曲: 服部克久。 |                           |            |            |      |
| #                                            | タイトル                  | 作詞       | 作曲・編曲 | 時間 |
| 1.                                           | 「住所録」                | さだまさし | さだまさし | 5:00 |
| 2.                                           | 「鳥辺野」                | さだまさし | さだまさし | 4:18 |
| 3.                                           | 「第三者」                | さだまさし | さだまさし | 4:57 |
| 4.                                           | 「邪馬臺」                | さだまさし | さだまさし | 4:39 |
| 5.                                           | 「肖像画 (ポートレイト)」 | さだまさし | さだまさし | 5:23 |
| 合計時間:                                    | 合計時間:                 | 24:17      |            |      |

| 全作詞・作曲: さだまさし（特記以外）、全編曲: 服部克久。 |                                         |                        |                        |      |
| #                                                        | タイトル                                | 作詞                   | 作曲・編曲             | 時間 |
| 1.                                                       | 「昔物語」                              | さだまさし（特記以外） | さだまさし（特記以外） | 5:09 |
| 2.                                                       | 「明日檜」                              | さだまさし（特記以外） | さだまさし（特記以外） | 4:06 |
| 3.                                                       | 「分岐点」                              | さだまさし（特記以外） | さだまさし（特記以外） | 4:05 |
| 4.                                                       | 「黄昏迄」                              | さだまさし（特記以外） | さだまさし（特記以外） | 5:32 |
| 5.                                                       | 「小夜曲 (セレネード)」(作曲: 服部克久) | さだまさし（特記以外） | さだまさし（特記以外） | 3:47 |
| 合計時間:                                                | 合計時間:                               | 22:39                  |                        |      |

### アナログA面
1. 住所録
別れた恋人の電話番号を記した住所録を捨てることができない女心を描いた作品。
2. 鳥辺野
恋の破局を描いた曲。今「鳥辺野（鳥辺山とも言う）」と呼ばれる地は東山通五条東の大谷祖廟界隈を指すが、古くは頂上に豊国廟がある阿弥陀ヶ峰の北西一帯を「鳥辺野」、南西一帯を「鳥戸野」、さら双方を合わせて「鳥部野」と呼んでいた[1]。かつて鴨川の東は人が住む場所ではなく、そこに位置する鳥辺野は葬送地の一つであった。さだの解説によれば本作は今熊野・剣神社から御寺泉涌寺の間の、距離にして700メートル足らずの山道[2] を歌っている。この山道は阿弥陀ヶ峰より南西に位置しているため「鳥辺野」の表記は間違っており「鳥戸野」（あるいは「鳥部野」）とするのが正しい。なお山道の中間には一条天皇皇后定子・鳥戸野陵（藤原定子陵）がある。
鎌倉末期の随筆家、吉田兼好（本名卜部兼好）法師は、『徒然草』第七段の中で「あだし野の露消ゆる時なく、鳥部山の烟（けぶり）立ち去らでのみ住果つる習ひならば、いかにもののあはれもなからむ。世は定めなきこそいみじけれ」（意味：化野の露が儚く消え、また鳥部山の煙が忽ち消えるように人の命が尽きてしまわず、永久に続くのが世の決まりならば、しみじみとした趣など無いことだろう。この世は無常であることこそ素晴らしいのだ）と記した。平安期の都では、人が死ぬと遺体を埋葬せず山野に投棄し、そのまま朽ちるに任せる「風葬」が主流で、鳥が遺体を啄んで処理するので「鳥葬」とも呼ばれた。これはそんな葬送地の中で最大だった鳥部野を晩秋に歩く様子を描いた作品である。後にも「鳥辺山心中」（『さよなら にっぽん』収録）という楽曲が作られている。舞台は文京区湯島だが、打ち捨てられた愛の骸を鳩が啄むという同様の設定が「檸檬」で使われている。また、化野（あだしの）については「春告鳥」（『夢供養』収録）で歌っている[3]。
3. 第三者
「検察側の証人」（『印象派』収録）へのアンサーソング。
4. 邪馬臺
さだの尊敬する長崎出身の盲目詩人、宮崎康平への鎮魂歌。邪馬臺国研究家として知られた故人の魂が魏からの使者に姿を変え、卑弥呼に迎えられるという幻想的な歌詩である。
歌詩に出てくる「針摺瀬戸」をして「かいきょう」と読ませているが、本来は「はりずりのせと」と読む。宮崎は魏志倭人伝の記述に沿って邪馬臺国の所在地を比定するにあたって博多湾と有明海が水路で繋がっていたと仮説を立てた。この仮説は宮崎没後間もなくの1980年に真鍋大覚らの調査によって実在が確認されている。
雲仙を「やま」と読ませ、さだは宮崎康平の「邪馬臺国」＝諫早説には追従しているが、宮崎は阿蘇山を「蘇奴国」・「對奴国」とし、「狗奴国」は出水・川内界隈であるとしているのに対し、さだはライナーノートに阿蘇山を「狗奴国の文化圏である」としている。
なお、さだは邪馬台国は政治上の国家ではなく宗教的な聖地であり、卑弥呼は雲仙の火の神に仕える巫女であったと考えている。
5. 肖像画 (ポートレイト)
前作『印象派』制作時に収録時間の都合でカットされた楽曲。

### アナログB面
1. 昔物語
さだの憧れであり作曲を始めるきっかけとなった加山雄三の楽曲を意識した作品。
学生時代の友人と、年をとってからも変わらぬ友情を確かめるという内容。
2. 明日檜
アスナロはヒノキに似ていることから「明日はヒノキになろう」という意味の名前を持つ。しかしアスナロはヒノキとは別種であり決してヒノキにはなれないことのたとえから、果たせぬ悲願をテーマにした楽曲となっている。
ライナーノーツには、かつて材木商をしていたさだの父親が「アスナロはヒノキより木目が美しいが脆い」と語ったことが書かれている。
3. 分岐点
かつての恋人が失恋してやけ喰いしているのに付き合わされながら、ふともう一度ヨリを戻せるのではないかと考えている男の気持ちを歌った作品。このアルバム唯一のアップテンポな楽曲である。
やけ食いのメニューである「ミートパイとソーダ水」が「パンプキン・パイとシナモン・ティー」（『夢供養』収録）を連想させる。 「さすらひの自由飛行館」のメニューにも「あみんセット」とともに「分岐点セット」が存在した。
4. 黄昏迄
たそがれの海を見ながら亡くなった恋人を懐かしむ歌。本作発表の7年後にCDシングル『風に立つライオン』のカップリング曲として収録、再リリースされた。
5. 小夜曲 (セレネード)
歌詩は文語体で書かれている。
小夜曲を意味するSerenadeは一般には「セレナード」もしくは「セレナーデ」と表記されることが多いが、さだは英語読みでセレネードと歌うことが多い（例として、レーズンでの「おそらくあなたに聴こえない小夜曲」がある）。
作曲を担当した服部克久は、さだと共に高森古墳の発掘を見学した時に不吉な体験をしたことを理由に、「邪馬臺」を聴いて不吉なことがあったらお祓いとして「小夜曲」を聴けとライナーノーツに書いている。

- すべて作詩[4]：さだまさし
- 作曲：さだまさし、「小夜曲」は作曲：服部克久
- すべて編曲：服部克久

## 参加したミュージシャン
- リード・ボーカル：さだまさし
- アコースティックギター：谷康一、さだまさし
- エレキギター：松原正樹
- ピアノ、エレクトリックピアノ：羽田健太郎
- ベース：杉本和弥
- ドラムス：村上秀一（A面3 B面4以外）、島村英二（A面3 B面4のみ）
- パーカッション：穴井忠臣
- ミュゼット・アコーディオン：風間文彦（A面3）
- サクソフォーン：ジェイク・コンセプション（B面3）
- フルート：衛藤幸雄（B面2）
- パンパイプ：旭孝（A面2）
- ホルン：長岡慎（B面4のみ）、沖田晏宏、黒沢勝義
- ハープ：山川恵子（A面5 B面4）
- ストリングス：東京ロイヤルストリングス